# Малая Ивановка (Саратовская область)
Малая Ивановка —поселок в  Воскресенском районе Саратовской области. Входит в состав сельского поселения Елшанского муниципального образования.

## География
Находится на расстоянии примерно 45 километров по прямой на запад от районного центра села  Воскресенское. 

## Население
Население составляло 9 человек в 2002 году (100% русские),  11 в 2010.